# Verbascum songaricum
Verbascum songaricum là một loài thực vật có hoa trong họ Huyền sâm. Loài này được Schrenk miêu tả khoa học đầu tiên năm 1841.